# عار (فلم 2011)
عار  (بالإنجليزية: Shame) هو فيلم دراما بريطاني من إخراج وكتابة ستيف ماكوين آبي مورغان. وبطولة مايكل فاسبندر وكاري موليجان. صدر الفيلم في الولايات المتحدة في 2 ديسمبر، 2011 بأصدار محدود وحصل على تصنيف NC-17 بسبب المشاهد الإباحية الواضحة. حقق الفيلم أرباحا تقدر بـ 17,6 مليون دولار حول العالم منها 4 ملايين دولار في الولايات المتحدة.

## طاقم التمثيل
- مايكل فاسبندر بدور براندون سوليفان
- كاري موليجان بدور سيسي سوليفان
- جيمس بادج دايل بدور ديفيد
- نيكول بيهاري بدور ماريانا
- لوسي والترز بدور المرأة في القطار
- اليكس مانيت بدور ستيفن
- هانا وير بدور سامانثا

## وصلات خارجية
- الموقع الرسمي
- عار على موقع IMDb (الإنجليزية)
- عار على موقع ميتاكريتيك (الإنجليزية)
- عار على موقع روتن توميتوز (الإنجليزية)
- عار على موقع نتفليكس (الإنجليزية)
- عار على موقع قاعدة بيانات الأفلام العربية
- عار على موقع ألو سيني (الفرنسية)
- عار على موقع أول موفي (الإنجليزية)
- عار على موقع بوكس أوفيس موجو (الإنجليزية)
- عار على موقع فيلمافينيتي (الإسبانية)
- عار على موقع قاعدة بيانات الأفلام السويدية (السويدية)